# Phaenocarpa pericarpa
Phaenocarpa pericarpa is een insect dat behoort tot de orde vliesvleugeligen (Hymenoptera) en de familie van de schildwespen (Braconidae). De wetenschappelijke naam van de soort werd voor het eerst geldig gepubliceerd door Wharton & Carrejo in 1999.
Het holotype werd verzameld in het departement Valle del Cauca in Colombia. Als gastheer fungeerden de larven en poppen van de boorvlieg Anastrepha distincta. 